# Daan Roosegaarde
 (mai 2017).
Daan Roosegaarde, né en 1979, est un artiste, inventeur, architecte et entrepreneur néerlandais, fondateur de Studio Roosegaarde, qui œuvre à concevoir des projets qui instaurent de la technologie dans des environnements urbains.
Certains de ses travaux les plus connus incluent smart highway, sa tour anti-smog, ou Lotus 7.0.

## Distinctions
- Dutch Design Award (en) (2009 en 2012)
- Design for Asia Award (2011)
- Charlotte Köhler Prijs voor beeldende kunst (prix d'art visuel Charlotte Köhler) (2012)
- Deense Index Award 2013 pour son projet Smart Highway
- World Technology Award (Arts), 2013
- Talent van het Jaar (nl) (Talent de l'année) 2015
- Kunstenaar van het Jaar (nl) (Artiste de l'année) 2016
- London Design Innovation Medal (Festival de Design de Londres) 2016